# Esplanade de la Défense
Esplanade de la Défense is een station van lijn 1 van de metro van Parijs en bevindt zich net buiten Neuilly, aan de oostelijke kant van de zakenwijk La Défense, op de grens tussen de gemeenten Courbevoie en Puteaux.
Het station kent een centraal perron. Dit was nodig vanwege de beperkte ruimte. Aanvankelijk was iets ten zuiden van de Pont de Neuilly een metrotunnel onder de Seine gepland, en zou het station onder Cours Michelet komen, maar wegens de kosten werd hiervan afgezien. De metrolijn steekt nu in de middenberm van de autoweg N13 de Seine over via de Pont de Neuilly, en het station is gebouwd in een tunnel die oorspronkelijk bedoeld was als een van de autotunnels die de A14 onder La Défense doorvoert.

## Geschiedenis
Metrostation Esplanade de la Défense werd geopend op 1 april 1992 als onderdeel van de uitbreiding van lijn 1 vanaf Pont de Neuilly naar La Défense, vanwege de ontwikkeling van de zakenwijk La Défense ten noordwesten van Parijs.
La Défense · 
Esplanade de la Défense · 
Pont de Neuilly · 
Les Sablons · 
Porte Maillot · 
Argentine · 
Charles de Gaulle - Étoile · 
George V · 
Franklin D. Roosevelt · 
Champs Élysées - Clemenceau · 
Concorde · 
Tuileries · 
Palais Royal - Musée du Louvre · 
Louvre - Rivoli · 
Châtelet · 
Hôtel de Ville · 
Saint-Paul · 
Bastille · 
Gare de Lyon · 
Reuilly - Diderot · 
Nation · 
Porte de Vincennes · 
Saint-Mandé · 
Bérault · 
Château de Vincennes